# Fusarium globosum
Fusarium globosum är en svampart som beskrevs av Rheeder, Marasas & P.E. Nelson 1996. Fusarium globosum ingår i släktet Fusarium och familjen Nectriaceae.   Inga underarter finns listade i Catalogue of Life.